# Riedhöfe (Unterschwarzach)
Riedhöfe ist ein Weiler auf der Gemarkung Unterschwarzach von Bad Wurzach im Landkreis Ravensburg.

## Lage
Riedhöfe liegt direkt am Rand des Niedermoors des Wurzacher Rieds und liegt im Naturraum Riß-Aitrach-Platten (Naturraum-Nr. 41), der Teil der Großlandschaft Donau-Iller-Lech-Platte (Großlandschaft-Nr. 4) ist.
Geografisch befindet sich Riedhöfe etwa:
- 250 m südlich von Greut
- 280 m südöstlich von Banholz
- 650 m östlich vom Bühlerhof
- 800 m südlich der B 465
- 900 m südöstlich von Unterschwarzach
- 1,1 km nordöstlich von Ziegolz[5]

Riedhöfe grenzt direkt an mehrere Schutzgebiete des Wurzacher Rieds: Das Naturschutzgebiet Wurzacher Ried, das Vogelschutzgebiet Wurzacher Ried, sowie das FFH-Gebiet Wurzacher Ried und Rohrsee.
Hydrologisch liegt Riedhöfe im Gewässereinzugsgebiet des Wengener Mühlbachs, einem Zufluss der Aitrach. Die Aitrach entwässert über die Iller und die Donau in das Schwarze Meer.

## Verkehrsanbindung
Riedhöfe ist von der B 465 in Unterschwarzach über einen Gemeindeverbindungsweg erreichbar. Der Weg führt nach dem Weiler über Ziegolz, Wengen, Kramers und Bulachs nach Haidgau.
Im Weiler selbst gibt es weder Radwege noch Gehwege, der nächste Anschluss an das Radnetz Baden-Württemberg befindet sich etwa 1,2 km nordöstlich in Unterschwarzach.